# A Germanwings 9525-ös járatának katasztrófája
A Germanwings 9525-ös, Barcelona és Düsseldorf közötti menetrend szerinti járata 2015. március 24-én lezuhant. A D-AIPX lajstromjelű Airbus A320-as típusú repülőgép a Nyugati-Alpokban, a hegység Trois Évechés nevű részén Digne-les-Bains és Barcelonnette között, Prads-Haute-Bléone közelében hegyoldalnak repült. A gépen 144 utas és 6 fő személyzet tartózkodott.

## Események

A repülőgép útvonala

A járat az eredeti menetrend szerint 9.35-kor indult volna Barcelonából és 11.55-kor kellett volna megérkeznie Düsseldorfba. Végül majd félórás késéssel, közép-európai idő szerint 10.01-kor szállt fel a barcelonai El-Prat repülőtérről 144 utassal és 6 fős személyzettel a fedélzeten.
A felszállást követően a gép közép-európai idő szerint 10.27-kor, a Lyoni-öböl felett érte el az FL 380 utazómagasságot (Flight Level 380, megközelítőleg 38 000 láb ≈ 11 600 méter a tengerszint felett), ekkor már 480 csomós (kb. 889 km/h-s) utazósebességgel repült. A francia polgárirepülés-biztonsági hivatal (Bureau d'Enquêtes et d'Analyses pour la Sécurité de l'Aviation Civile, BEA) közleménye szerint 10.30-kor a pilóták megerősítették a francia légiirányítási utasításokat. Ekkor a repülőgép már elérte az 515 csomós (kb. 954 km/h-s) sebességet, majd 10.31:02-kor Marseille és Toulon között belépve a dél-franciaországi szárazföldi területre, enyhe szögben eltért a megadott repülési iránytól, a hozzárendelt repülési magasságtól és jóváhagyás nélkül gyors repülésimagasság-csökkentésbe kezdett. A radarmegfigyelők percenkénti 3500 láb (17,8 méter/másodperces) mértékű süllyedést rögzítettek. A pilótákkal való sikertelen kapcsolatfelvételt követően a légiirányítás vészhelyzetet jelentett, és riasztották a Francia Légierő legközelebbi készenléti vadászrepülőgépeit. A gép kb. 10 perc alatt körülbelül 6000 láb (kb. 2000 méter) magasságig ereszkedett, mielőtt 10.41-kor eltűnt a radarokról. Süllyedésének okai egyelőre nem ismertek, a becsapódás előttig sebessége 480 csomóról 378-ra csökkent (kb. 700 km/h). A francia légügyi hatóság közleménye szerint a gép személyzete nem adott le vészjelzést. Az időjárási körülmények nem voltak kirívóak.
A becsapódás helyszínétől körülbelül 140 km távolságra fekvő, Orange melletti katonai légi támaszpontról felszálló Mirage 2000C már nem érte levegőben az utasszállító repülőgépet, 10.48-kor érkezett a területre. Ezzel egyidőben egy Fennec típusú helikoptert is riasztottak ugyanerről a repülőtérről a lezuhanás körzetébe, hogy biztosítsák a roncs körzetét és információkat gyűjtsenek a kutatás-mentés megkezdéséhez.
A 9-10 percig tartó, közel egyenletes ereszkedés alatt a gép végig tartotta a repülési irányt, a személyzet nem kommunikált az irányítással. A válaszjeladón beállított kód 5512 volt, tehát a pilóták nem állították át egyik vészhelyzetet jelző kódra sem. A becsapódás előtt a gépet néhány másodpercig megfigyelő szemtanúk egyike sem látott szerkezeti károsodást a gépen, csupán arról számoltak be, hogy a gép nagyon alacsonyan repült. A repülőgép végül kb. 700 km/h sebességgel nekirepült egy hegyoldalnak, és a becsapódáskor apró darabokra szakadt. (Még az 50-100 méterről készített felvételeken is csak néhány párméteres darab alapján azonosítható.)

## A gép
A D-AIPX lajstromjelű Airbus A320–211 repülőgépet 1990-ben gyártották, közel 25 éves korával a légitársaság egyik legidősebb gépe volt, közel 58 300 órát repült és 46 700-szor szállt fel. A gép korábban a fapados Germanwings anyavállalata, a Lufthansa flottájában repült. Először 2003-ban került át a Germanwingshez, majd 2004-ben vissza a Lufthansához, hogy aztán 2014. január 31-től újra a fapadosnál repüljön.
A gép utolsó rutinellenőrzését egy nappal a baleset előtt, 2015. március 23-án végezték.

## A személyzet és az utasok

### A személyzet
A gépen két pilóta és 4 légiutas-kísérő tartózkodott, mindannyian német állampolgárok voltak. A kapitány, a düsseldorfi Patrick Sondenheimer 6000 órát repült, és 10 éve volt a Lufthansa és a Germanwings szolgálatában. Az első tiszt, Andreas Lubitz 27 éves, 2013 szeptembere óta szolgált a légitársaságnál, 630 repült órája volt, Montabaurban élt.

### Az utasok
| Állampolgárság     | Utasok                                  | Személyzet                              |
| ------------------ | --------------------------------------- | --------------------------------------- |
| Németország        | 66                                      | 6                                       |
| Spanyolország      | 51                                      |                                         |
| Argentína          | 3                                       |                                         |
| Egyesült Államok   | 3                                       |                                         |
| Kazahsztán         | 3                                       |                                         |
| Egyesült Királyság | 3                                       |                                         |
| Ausztrália         | 2                                       |                                         |
| Irán               | 2                                       |                                         |
| Japán              | 2                                       |                                         |
| Kolumbia           | 2                                       |                                         |
| Marokkó            | 2                                       |                                         |
| Mexikó             | 2                                       |                                         |
| Venezuela          | 2                                       |                                         |
| Belgium            | 1                                       |                                         |
| Chile              | 1                                       |                                         |
| Dánia              | 1                                       |                                         |
| Hollandia          | 1                                       |                                         |
| Izrael             | 1                                       |                                         |
| Törökország        | 1                                       |                                         |
| Összesen           | 144                                     | 6                                       |
| Megjegyzés         | Az utasok közül 5 fő kettős állampolgár | Az utasok közül 5 fő kettős állampolgár |

A 144 utas legtöbbje német és spanyol volt, közöttük két csecsemő is volt. A Külgazdasági és Külügyminisztérium szerint magyar utas nem volt a gépen.
Az utasok között egy németországi, halterni gimnázium 16 tanulója és két kísérő tanárnő is volt, akik egy spanyolországi diákcsereprogramot követően tartottak haza.
A gépen utazott Maria Radner német operaénekesnő és családja.

## Kutatás és mentés
A repülő Digne-les-Bains és Barcelonnette települések között, Prads-Haute-Bléone közelében zuhant le. Darabjai egy meredek hegyoldalon szóródtak szét, a kutatóegységek szerint két négyzetkilométeres területen. A helyszínt csak gyalogosan vagy helikopterrel lehet megközelíteni.
A BEA még aznap vizsgálatot kezdeményezett, amihez a német társszervezet, a BFU (Bundesstelle für Flugunfalluntersuchung) is csatlakozott, három nyomozóját delegálva. A BEA hét nyomozót küldött a baleset helyszínére, akikhez a repülőgépet gyártó Airbus és a gázturbinákat gyártó CFM International egy-egy műszaki tanácsadója is csatlakozott. A BEA március 25-én, szerdán sajtótájékoztatót szervezett UTC szerint 16 és 16.45 között.
A katasztrófa napján összesen hat helikoptert – két GIH Puma, egy-egy Fennec és Super Puma Orange-ból és Solenzarából, valamint két Puma az ALAT oktatási központjából – rendeltek a térségbe a légierő és a hadsereg repülőcsapataitól (ALAT). Ezekkel egyidőben a Francia Légierő egy C–135FR-t is a térségbe rendelt, amely a hegyvidéki rádiókapcsolatok, rádióforgalmazás maradéktalan biztosítása érdekében rádióátjátszási feladatokat kapott. Az átviteli kapacitás ilyen bővítése nélkülözhetetlen a kutató-mentők és a légiirányítás között.
A délutáni órákban megtalálták a pilótafülkében elhangzó beszélgetéseket rögzítő (cockpit voice recorder, CVR) feketedobozt. A doboz megsérült, de sikerült használható adatokat kinyerni belőle. Másnap, március 25-én megtalálták a másik – a repülési adatokat rögzítő – feketedoboz (flight data recorder, FDR) külső burkolatát, a tényleges adatokat rögzítő részt még keresik.
A tragédia utáni reggelen a térségben repüléstilalmi zónát jelöltek ki, melynek felügyeletét egy orange-i Fennec és egy-egy Puma látta el a villacoublay-i és orange-i támaszpontokról. Reggel a 4. vadászezred (4e régiment de chasseurs, 4e RCH) 70 katonájából álló különítmény megkezdte a lezuhanási zóna biztosítását és a feltételezett repülési útvonal becsapódásig történő megjelölését. Lyon Mont Verdunnél egy 3D-s koordinációs alakulat állt fel a mentési műveletek segítésére. Március 25-én délután az avordi légi támaszpontról egy E–3F Sentry légtérellenőrző repülőgépet vezényeltek a térségbe a légi tevékenységek irányítására. A francia hadsereg is biztosítóalakulatokat rendelt a területre.
Március 25-én délután a közös sajtótájékoztatót követően François Hollande francia államfő, Angela Merkel német kancellár és Mariano Rajoy spanyol miniszterelnök a baleset helyszínén járt, ahol a kutatást vezetők közölték velük, öt helikopter végzi a kutatás-mentést, kétszáz tűzoltó és ötszáz csendőr van a területen.

## Reakciók
A Lufthansa vezérigazgatója a légitársaság sötét napjának nevezte a katasztrófát.
Március 24-én több Germanwings-járatot kellett törölni, mert a személyzet nem akart felszállni. A pilóták személyes okokra hivatkoztak, amit a légitársaság tiszteletben tartott.
A tragédiát követően Németországban és Spanyolországban is háromnapos gyászt hirdettek.
Március 25-én a Germanwings megszüntette a 9525-ös számot, a járat száma 9441-re változott. A kifelé tartó járat száma is megváltozott 9524-ről 9440-re. A délutáni Düsseldorf és Barcelona közötti járat száma változatlan maradt.

## Vizsgálat

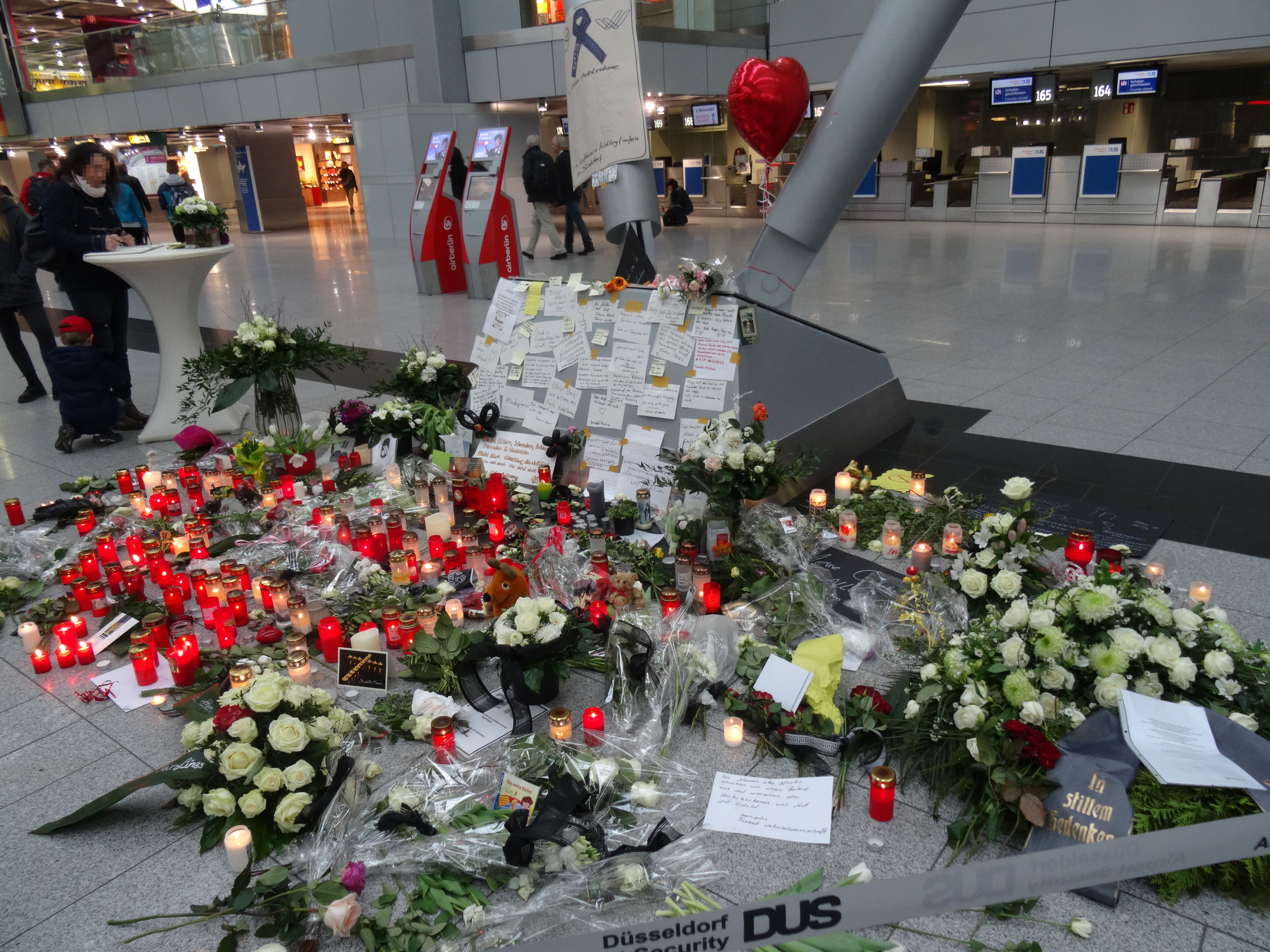
A gépen utazó és a katasztrófa következtében meghalt áldozatokra virágokkal és mécsesekkel emlékeztek a düsseldorfi repülőtéren

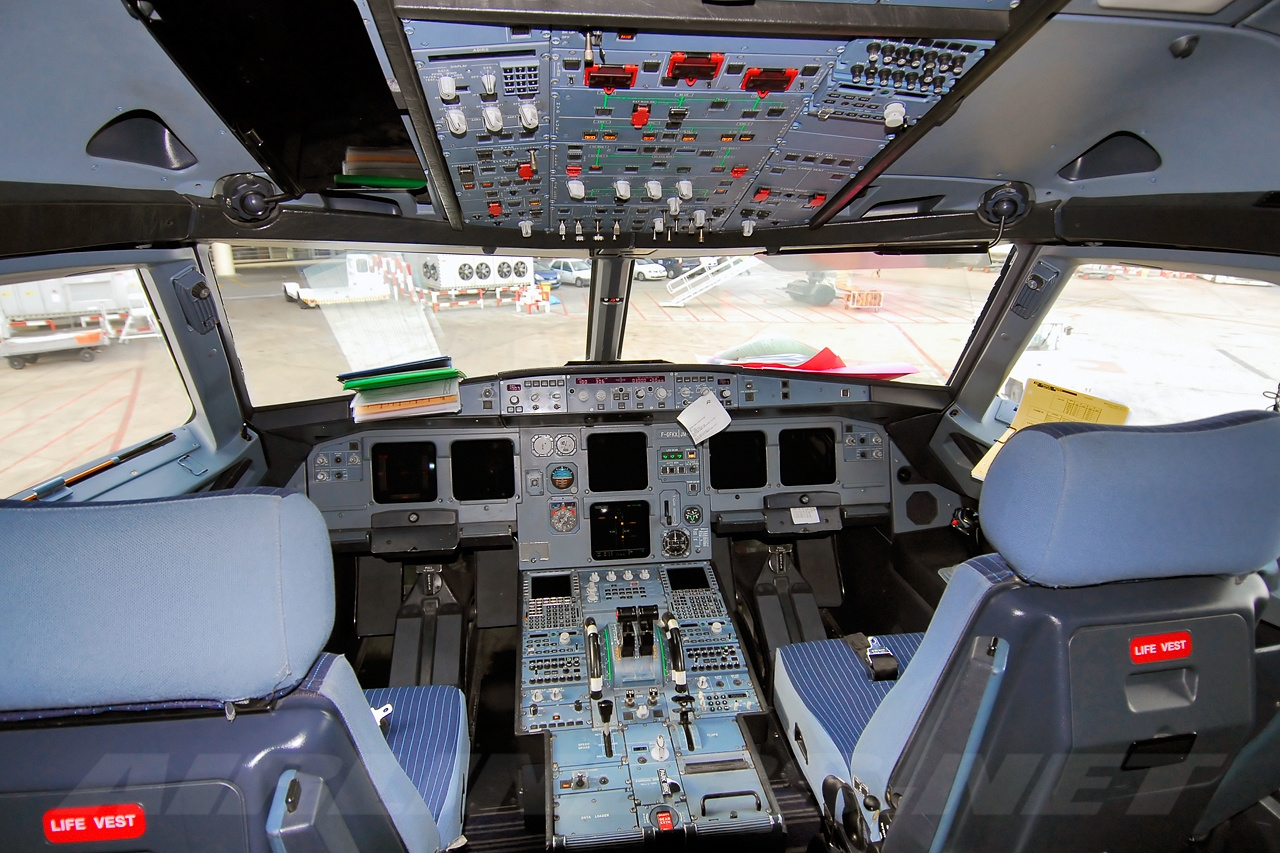
Egy Airbus A320 két hajtóműves, egyfolyosós, keskeny törzsű, közepes hatótávolságú utasszállító repülőgép pilótafülkéje

A The New York Times március 25-i értesülése szerint a pilótafülkében elhangzott beszélgetéseket rögzítő feketedoboz (CVR) hangfelvételéből az derült ki, hogy az egyik pilóta kiment a fülkéből, azonban már nem tudott visszajutni. Az ajtón kopogtatott, de nem érkezett válasz, a felvételen még az is hallható, ahogy megpróbálják betörni a fülkeajtót.
Március 26-án a marseille-i ügyészség sajtótájékoztatóján elmondták, hogy az első tiszt, Andreas Lubitz egyedül maradt a fülkében, amíg a kapitány a mosdóba ment ki. A fiatalember ezt követően átvette a gép irányítását, és ereszkedésbe kezdett vele. A transzponder adatai azt mutatták, hogy a számítógépnek a 38 000 láb magasság helyett a lehető legalacsonyabb értéket, a 100 láb magasságot adták meg. A mosdóból visszatérő kapitány nem tudott bejutni a pilótafülkébe – az első tiszt feltehetőleg blokkolta a biztonsági kóddal a pilótafülkébe való bejutás lehetőségét is. A feketedoboz által rögzített hanganyagot visszahallgató ügyészség szerint azon az első tiszt végig egyenletes légzése hallható. Az ügyészség szándékos emberölés miatt vádat emel Lubitz ellen.
A német ügyészség március 27-én közölte, hogy a Lubitz lakásán tartott házkutatás során olyan összetépett dokumentumot találtak, amely szerint Lubitz orvosi kezelés alatt állt, és betegsége miatt aznap nem is dolgozhatott volna. Búcsúlevelet nem találtak. A hatóságok szerint Andreas Lubitz valószínűleg szándékosan vezette hegyoldalnak a vele együtt 150 embert szállító repülőgépet.
2015. április 2-án jelentették be, hogy megtalálták a másik feketedobozt (flight data recorder, FDR), amelynek adatai megerősítették azt a feltételezést, hogy az öngyilkos pilóta szándékosan pusztította el a repülőgépet és utasait.

### Eltérő megítélések
Az Európai Pilóták Egyesülete (ECA) az MTI-hez eljuttatott közleményében súlyos hibának és idő előtti feltételezésnek itélte a francia ügyészségnek azokat a kiszivárogtatott információit, miszerint az első tiszt szándékosan okozta a katasztrófát. Az ügyészség mindössze a hangrögzítő adatai alapján nyilatkozott, úgy, hogy a repülési adatokat tartalmazó feketedobozt még meg sem találták. Két osztrák szakértő szerint pedig médiahisztériához és spekulációkhoz vezetett az ügyészség korai feltételezése.

## Következmények
A katasztrófa után számos légitársaság biztonsági okokból előírta, hogy mindig legalább két személynek kell lennie a pilótafülkében.
Többek között az Air Canada, az Alitalia, a Virgin Atlantic Airways, az EasyJet, a Norwegian, a Finnair, a Lufthansa, az Air Berlin, a Monarch Airlines és a Wizz Air.
Az amerikai légitársaságok, a Ryanair és a távol-keletiek esetében korábban is érvényben volt ez a szabály.
2017. június 1-től Németországban megszüntették az alkalmazását arra hivatkozva, hogy betartásával többször és kiszámíthatóbban nyílik a pilótafülke ajtaja, ami megnöveli az esélyét, hogy illetéktelen személy beronthasson.